# Bassens, Gironde

Bassens este o comună în departamentul Gironde din sud-vestul Franței. În 2009 avea o populație de 6.903 de locuitori.

## Evoluția populației
| An        | 1975  | 1982  | 1990  | 1999  | 2006  | 2009  |
| --------- | ----- | ----- | ----- | ----- | ----- | ----- |
| Populație | 6.133 | 6.595 | 6.472 | 6.978 | 6.694 | 6.903 |